# 船葉蘚
船葉蘚（学名：Dolichomitra cymbifolia）为船葉蘚科船葉蘚屬下的一个种。